# Брежани (племе)
Брежани (пољ. Brzeżanie; рус. Брежане) су били западнословенско племе, део племенског савеза Љутића. Живели су око доњег тока реке Хавол и средњег тока реке Лабе на територији данашње источне Немачке. Главни град био им је Хоболин (данашњи Хафелберг). Суседи Брежана били су Стодорани, који су такође били део племенског савеза Љутића.
Око 1100. године Хенри Ободритски је у савезу са Сасима опсео брежански главни град Хоболин. Након пораза, Брежани су укључени у Ободритски племенски савез. Ипак, након његове смрти, Брежани су обновили своју независност. Алберт Медвед их је покорио током Вендског крсташког рата 1147. године, након што је њихов владар већ прихватио хришћанство.